# Giuseppe Colosi
Giuseppe Colosi (Petralia Sottana, 1892 – Firenze, 1975) è stato un biologo italiano.
Docente all'università di Firenze dal 1926 al 1962, dal 1950 fu Socio dei Lincei. Fu autore di varie opere scientifiche come Fauna italiana (1933), Gli organismi ed il mondo esterno (1945) e Zoologia e biologia generale (1956).

## Biblioteca personale
Nel 1975 Colosi donò all'Istituto di Zoologia dell'Università di Firenze circa 9.400 estratti ed opuscoli del sec. XX relativi alla biologia e alla zoologia, raccolti in 120 cartelle